# آخرین دره (فیلم ۱۹۷۱)
آخرین دره (انگلیسی: The Last Valley) فیلمی بریتانیایی-آمریکایی در سبک ماجراجویی و درام به کارگردانی جیمز کلیول است که در سال ۱۹۷۱ منتشر شد.

## بازیگران
- مایکل کین
- عمر شریف
- فلوریندا بولکن
- نایجل داونپورت
- پر اسکارشون
- آرتور اوکانل
- برایان بلسد
- مایکل گاتارد
- یورگو وویجیس
- ولادک شیبال
- کریس چیتل
- جان هَـلَم
- تونی ووگل